# Bob Boozer
Pour les articles homonymes, voir Boozer.
Robert Louis "Bob" Boozer, né le 26 avril 1937, et mort le 19 mai 2012, est un joueur américain professionnel de basket-ball. Boozer est né et a grandi à North Omaha (en), Nebraska, diplômé du lycée "Technical" d'Omaha.

## Biographie
Il a intégré l'Université d'État du Kansas, où il reçut la distinction "All-America" en 1958 et 1959. Ailier de 2,03 m, il fut sélectionné par les Royals de Cincinnati au premier rang de la draft 1959, mais il repoussa le début de sa carrière NBA d'une année afin d'être sélectionnable pour les Jeux olympiques 1960. Lors de cette année, il joua avec les Peoria Caterpillars, où il gagna le National AAU Tournament et fut élu MVP du tournoi.
Au printemps 1960, Boozer rejoignit les Royals avec son coéquipier de l'équipe olympique Oscar Robertson. Tandis que Robertson s'imposa d'entrée dans la ligue, réalisant quasiment un triple-double de moyenne, Boozer contribua avec un modeste 8,4 points et 6,2 rebonds de moyenne comme joueur de complément. La saison suivante, cependant, Boozer gagna sa place de titulaire chez les Royals, réalisant des moyennes de 13,7 points et 10,2 rebonds. Boozer continua à progresser, avec des moyennes de 14,3 points et 11,1 rebonds lors de la saison 1962-1963, mais l'émergence de l'ailier Jerry Lucas, futur membre du Hall-of-Fame, poussa Boozer hors des Royals. Le contrat des Boozer fut vendu aux Knicks de New York au milieu de la saison 1963-1964 et Boozer passa la saison et demie suivante à New York. Bien que Boozer fut un joueur productif lors de sa période chez les Knicks, il fut transféré une nouvelle de plus, cette fois aux Lakers de Los Angeles, en 1965.
Après une saison à Los Angeles, où il eut un rôle de complément de joueurs tels Jerry West et Elgin Baylor, Boozer fut sélectionné par les Bulls de Chicago lors de la draft d'expansion 1966. Boozer a connu une belle saison avec Chicago, réalisant des moyennes de 18,0 points et 8,5 rebonds et menant la jeune franchise aux playoffs. L'année suivante, il signa 21,5 points et 9,8 rebonds et devint le troisième joueur des Bulls à participer au NBA All-Star Game (après Guy Rodgers et Jerry Sloan), lors de l'édition de 1968. Lors de la saison 1968-1969, Boozer atteint sa plus forte moyenne en carrière avec 21,7 points par match, mais les Bulls échouèrent à atteindre les playoffs, et Boozer fut alors transféré aux SuperSonics de Seattle. Il eut une saison productive avec les Sonics et rejoignit ensuite les Bucks de Milwaukee avant de prendre sa retraite en 1971. Il termina sa carrière avec un total de 12 964 points et 7 119 rebonds.
Bob Boozer Drive est une rue nommée en son honneur dans son Omaha natif.